# Leucochrysum
Leucochrysum es un género de plantas con flores perteneciente a la familia de las asteráceas. Comprende 5 especies descritas y  aceptadas. Es originario de Australia.

## Taxonomía
El género fue descrito por (DC.) Paul G.Wilson  y publicado en Nuytsia 8(3): 441. 1992.

## Especies
A continuación se brinda un listado de las especies del género Leucochrysum aceptadas hasta agosto de 2012, ordenadas alfabéticamente. Para cada una se indica el nombre binomial seguido del autor, abreviado según las convenciones y usos.
- Leucochrysum albicans (A.Cunn.) Paul G.Wilson
- Leucochrysum fitzgibbonii (F.Muell.) Paul G.Wilson
- Leucochrysum graminifolium (Paul G.Wilson) Paul G.Wilson
- Leucochrysum molle (A.Cunn. ex DC.) Paul G.Wilson
- Leucochrysum stipitatum (F.Muell.) Paul G.Wilson